# Tàngara de carpó opalí
La tàngara de carpó opalí (Tangara velia) és un ocell de la família dels tràupid (Thraupidae).

## Hàbitat i distribució
Habita la selva pluvial i vegetació secundària de les Guaianes, Amazònia occidental i nord i est del Brasil.

## Taxonomia
Alguns autors consideren que la població de Brasil oriental, és en ealitat una espècie de ple dret:
- Tangara cyanomelas (Wied-Neuwied, 1830) - tàngara pitargentada.[3]